# إل باسو (سانتا كروث دي تينيريفه)
بلدية إل باسو (بالإسبانية: El Paso) هي بلدية تقع في مقاطعة سانتا كروث دي تينيريفه التابعة لمنطقة جزر الكناري جنوب غرب إسبانيا.

## الديموغرافيا
بلغ عدد سكان بلدية إل باسو 7.947 نسمة عام 2011 (وفقاً للمعهد الوطني للإحصاء الإسباني).
| 7.006 | 7.268 | 7.438 | 7.404 | 7.514 | 7.815 | 7.947 |